# Vindiciae contra tyrannos
Vindiciae contra tyrannos (Reivindicacions contra els tirans) és el títol d'un influent tractat polític de 1579 publicat simultàniament a Basilea i Edimburg. La primera versió traduïda a una llengua vernacle va publicar-se a Ginebra l'any 1581 amb el subtítol De la puissance légitime du prince sur le peuple et du peuple sur le prince (en llatí, De principis in populum, populique in principem, legitima postestate).
Aparegut en la fase final de les guerres de religió a França (1562-1598), pertany al context religiós i cultural hugonot (protestantisme francès), dins el més ampli paraigües teòric europeu del naixement de la ciència política (Escola de Salamanca) entorn al qüestionament del tiranicidi, de la legitimitat del poder sobirà, del seu origen i dels seus límits o no-límits. Se'l considera el tancament d'una sèrie de pamflets que van publicar-se després de la matança de Sant Bartomeu (22-23 d'agost de 1572): la Franco-Gallia de François Hotman, els anònims Discours politiques de diverses puissances i Réveille-Matin des François et de leurs voisins, el Du droit des magistrats sur leurs sujets de Théodore de Bèze i la Résolution claire et facile d'Odet de La Noue.

## Contingut
L'obra s'estructura en quatre qüestions i preguntes que el poble respon al seu rei. Les primeres dues qüestions es tracten més aviat amb brevetat i tracten de si un poble ha d'obeir o pot resistir-se al seu rei quan aquest incompleix la llei divina, és a dir, la de governar amb justícia els seus súbdits. La «tercera i més llarga qüestió» considera si el poble pot resistir-se al seu rei basant-se en el fet que aquest estigui destruint l'Estat o la societat política, la Res publica. La resposta a cadascuna d'aquestes preguntes és afirmativa en quant al dret de resistència del poble davant del poder polític. L'obra combina el concepte teològic d'aliança, pacte o conveni (foedus, covenant) amb el concepte jurídic de contracte, per a mostrar que la resistència pot estar justificada als ulls de la llei. No obstant, no convida als individus a erigir-se com a jutge del rei, sinó que més aviat indica que els homes només poden alçar-se en armes si els dirigeix un «magistrat inferior» (és a dir, de categoria inferior al rei, el suprem magistrat). En aquest punt es mostra més moderat que altres pensadors protestants, com Christopher Goodman o John Knox, quant a les reflexions suscitades per la ja esmentada Nit de Sant Bartomeu. La «quarta qüestió», i última, considera si els prínceps estrangers poden, legítimament, recolzar una revolta popular contra un rei, si aquesta compleix amb les condicions plantejades en les tres primeres qüestions.

## Influència
Es creu que va ser sota la influència d'aquest llibre que es va produir l'assassinat, dut a terme per un fals monjo, d'Enric III, rei de França, l'agost de 1589. La corona francesa va ressentir-se fortament d'aquesta embranzida antimonàrquica protestant: Enric III de Navarra i IV de França, el primer de la línia successòria dels borbons, va morir el 1610 víctima d'un atemptat que hom relaciona amb la publicació de De Rege et Regis Institutione (1599), de Juan de Mariana, que tot i ser jesuïta i per tant, catòlic hi va introduir idees sobre el qüestionament de la monarquia molt properes a la línia del Vindiciae.
L'obra va inspirar Jan van Asseliers en la redacció del seu Plakkaat van Verlatinghe o Decret d'abandó (1581) que va ser de facto la declaració d'independència de les Províncies Unides de la Corona de Castella.
L'obra va ser inclosa a l'Índex de Llibres Prohibits de l'Església Catòlica per un decret de 1613.

## Teories sobre l'autor
Tot i que s'ha atribuït a diversos literats protestants de l'època, com Hubert Languet (diplomàtic francès al servei de l'Electorat de Saxònia) o Philippe de Mornay (home de confiança d'Enric de Navarra), el seu autor segueix sent desconegut, ja que el nom amb el qual va publicar-se és un pseudònim: Stephanus Junius Brutus (amb el qual s'al·ludeix tant a Sant Esteve -protomàrtir cristià- com a dos romans: Lucius Junius Brutus -llegendari fundador de la República- i Marcus Junius Brutus -que va assassinar el seu pare adoptiu, Juli Cèsar, per considerar-lo un tirà-).